# Campobello di Licata

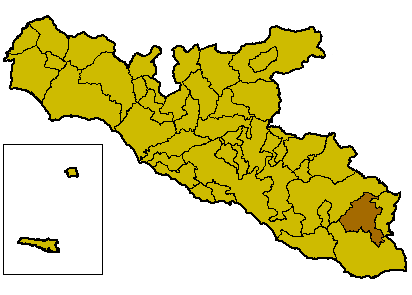
Localització de Campobello di Licata

Campobello di Licata (sicilià Campubbeddu ) és un municipi italià, dins de la província d'Agrigent. L'any 2008 tenia 10.281 habitants. Limita amb els municipis de Canicattì, Licata, Naro i Ravanusa.

## Administració
| Període | Identitat       | Partit |
| ------- | --------------- | ------ |
| 2007-   | Michele Termini | PdL    |